# Nanne Grönvall
Nanne Grönvall (née Marianne Elisabeth Nordqvist le 18 mai 1962 à Stockholm) est une chanteuse suédoise.

## Biographie

### Sound of Music
Nanne commence sa carrière musicale dès 16 ans. Elle crée son premier groupe de rock. Quelques années plus tard, en 1977, Nanne rencontre Peter Grönvall, son futur mari au sein du groupe MTW. Ce groupe se compose de Matte, Mini, Kaj et Animal. En 1984, la fiancée de Peter, Angelique Widengren. Le groupe change de nom et devient Arena puis Sound Of Music. Ce changement intervient après la signature par le groupe avec une maison de disques Alpha record.
Des 8 membres, il ne reste plus que Nanne, Peter et Angelique. C'est en novembre 1983 que paraît leur premier single : One more lonely night. Sur ce même disque, figure également une version suédoise du titre Underbart Är Kort.
Cette période sera couronnée de succès. Ils enchaînent les tubes. Le trio participera à deux reprises au Melodifestivalen finissant à chaque fois à la quatrième place : en 1986 avec le titre Eldorado et l'année suivante avec le titre Alexandra'. Ces deux titres sont devenus des standards de la chanson suédoise.
C'est à ce moment-là, que la maison de disques décide de donner une tournure plus internationale au groupe. Cependant, le projet a été abandonné. C'est à cette époque, que les membres du groupe se séparent. Rupture professionnelle et sentimentale pour Peter et Angelique. Quelques mois plus tard, Nanne et Peter tombent amoureux et se fiancent en 1989.

### Peter's pop squad
Cependant, après le grand succès du groupe Sound of Music, Peter et Nanne constituent le Peter's pop squad. Un groupe éphémère car ne durant que l'espace de deux titres. Mais, cette période verra naître la collaboration du couple avec Maria Rådsten. 

### One more time
Cette collaboration va se poursuivre avec l'aventure One More Time. Le trio sera rejoint par Therese Löf. 
En outre de sa qualité d'artiste, Nanne, compose également des chansons : elle a écrit notamment Det Vackraste, 2e lors du Melodifestivalen 1995 interprétée par Cecilia Vennersten. Le groupe participera de nouveau au concours suédois en 1996. Avec son mari Peter Grönvall, fils d'un membre du groupe ABBA et Maria Rådsten. La chanson Den Vilda remporte largement le concours avec 71 points soit 23 points de plus que la chanson classée seconde. La chanson a obtenu à 7 reprises (sur 12) la note maximale de 8 points. Grâce à ce succès, ils défendent brillamment la Suède à Oslo lors du Concours Eurovision de la chanson 1996 en se classant à la troisième position (sur 23) avec 100 points.

### Carrière solo
Poussée par le succès, Nanne commence une carrière en solo. En 1998, elle retente l'aventure du Melodifestivalen, toujours avec succès. Sa chanson Avundjuk (jalouse) parle de sa jalousie des gens ayant du succès. Outre la chanson, son apparence fait sensation : elle apparaît vêtue de noir, les cheveux violets avec des oreilles ressemblantes à celles de Spock. Elle se classe finalement à la quatrième position du concours.
Elle tenta sa chance en dehors de la Suède : en 2000, elle se présente à la sélection britannique A song for Europe. Sa chanson Men est écrite par Kimberley Rew, ancienne gagnante du concours en 1997. Sa chanson se classe également quatrième.
En 2003, elle retourne au Melodifestivalen avec la chanson Evig Kärlek, qui mélange l'opéra et la techno. Son ancienne collègue de One More Time, Maria Rådsten, l'accompagne dans les chœurs de la chanson. La prestation est également décalée… dans un décor baroque, Nanne apparaît avec un masque peint sur le visage… Or, cette fois-ci c'est l'échec… elle termine à la 7e place (sur 8) lors des demi-finales.
2005 marque son grand retour sur la scène musicale suédoise. Sa neuvième participation sera celle du triomphe. Sa chanson Håll om mig, coécrite avec Ingela 'Pling' Forsman est un vrai succès. Elle remporte sa demi-finale à Växjö et se qualifie pour la grande finale. Avant cette dernière, Nanne apparaît comme la grandissime favorite… c'était sans compter sur les juges qui la classait 2e très loin derrière Martin Stenmarck. Malgré une large avance au niveau des appels des téléspectateurs, Nanne échoue à 3 points. C'est un véritable scandale en Suède… Néanmoins, les ventes de disques sont excellentes. Son single se classe n°1 et reste dans les classements de très nombreuses semaines. Son album Best of est couronné de succès. En mai, lors du concours eurovision de la chanson Martin Stenmarck réussit à obtenir le deuxième plus mauvais score pour la Suède…
En février 2006, Nanne reprend le rôle de Charity Hope Valentine dans la comédie musicale Sweet Charity.
En juin 2006, Nanne Grönvall annule sa tournée d'été, car elle souffre d'un cancer du sein. Quelques mois plus tard, elle retrouve la santé et décide de participer de nouveau au Melodifestivalen. Le 17 février 2007, dans un groupe très relevé, elle décroche la troisième place et se qualifie pour le groupe de la seconde chance. Lors de cette compétition, elle obtient le deuxième meilleur score du premier tour, mais elle s'incline face à Magnus Uggla.

## Discographie

### Albums
Sound of Music
- Sound of Music (1986)
- Sound of Music II (1987)

One more time
- Highland (1992)
- One more time (1994)
- Den Vilda (1996)
- Living in a dream (1997)

### Album solo
- Circus Homo Sapiens (1998)
- Alla Mina Ansikten (2001)
- 20 år med Nanne (2005)
- Alltid på väg (2005)
- Jag måste kyssa dig (2007)
- En rastlös själ (2010)
- My Rock Favourites (2011)
- Drama Queen (2014)

### Single
- One More Lonely Night (1985)
- Eldorado (1986)
- Blue Magic Woman / A Pretty Lovesong (1986)
- Self erection (1986)
- Love me or leave me (1986)
- Alexandra (1987)
- Once again (1987)
- Summer sensation (1987)
- Magic Night (1987)
- Have you heard (1990)
- Strangers in the night (Tonight) (1990)
- Highland (1992)
- Calming Rain (1993)
- Turn out the light (1993)
- No one else like you (1993)
- Song of fête (1994)
- Get out (1994)
- The Dolphin (1994)
- Den Vida (1996)
- Kvarnen (1996)
- The Wilderness Mistress (1996)
- Living in a dream (1996)
- Kul i jul (1997)
- Avundsjuk (1998)
- Nannes Sommarvisa (1998)
- Vem som helst (1998)
- Svarta Änkan (2000)
- Jag Har Inte Tid (2000)
- Men (2001)
- Fördomar (2001)
- Ett Vackert Par (2002)
- Vi Är Dom Tuffaste, Dom Starkaste, Dom Grymmaste, Dom Vackraste (2002)
- Evig Kärlek (2003)
- Håll om mig (2005)
- Jag sträcker mig mot himlen / Om du var min (2005)
- Lyckos Dig (2005)
- Många Karlar Lite Tid (2006)
- Jag måste kyssa dig (2007)
- Ännu En Dag (2007)
- Pissenisse (2007)
- Otacksamhet (2009)
- I natt är jag din (2010)
- En rastlös själ (2010)
- Explosivt (2010)
- Nag (2011)
- Ingen dansar dåligt (Lika bra som jag) (2013)
- The King (2015) (with Brolle and The Boppers)
- Jättekänd (2019) (featuring Per Andersson)
- Carpool Karaoke (2020))

## Participations au Melodifestivalen
| Année | compétition    | Titre de la chanson        | Lieu         | Interprète         | Auteurs                                               | Place    | Points  |
| 1986  | Finale         | Eldorado                   | Stockholm    | Sound of Music     | Peter Grönvall, Angelique Widengren & Nanne Nordqvist | 4e       | 26 pts  |
| 1987  | Finale         | Alexandra                  | Stockholm    | Sound of Music     | Peter Grönvall, Angelique Widengren & Nanne Nordqvist | 4e       | 44 pts  |
| 1992  | Finale         | Ingenting Går Som Man Vill | Stockholm    | Therese Löf        | Peter Grönvall & Nanne Nordqvist                      | -        | -       |
| 1992  | Finale         | Vad Som Än händer          | Stockholm    | Maria Rådsten      | Ulf Söderberg, Peter Grönvall & Nanne Nordqvist       | 3e       | 41 pts  |
| 1995  | Finale         | Det vackraste              | Malmö        | Cecilia Vennersten | Nanne Grönvall, Maria Rådsten & Peter Grönvall        | 2e       | 61 pts  |
| 1996  | Finale         | Den Vilda                  | Stockholm    | One more time      | Nanne Grönvall & Peter Grönvall                       | 1e       | 71 pts  |
| 1998  | Finale         | Avundsjuk                  | Malmö        | Nanne Grönvall     | Nanne Grönvall & Peter Grönvall                       | 4e       | 35 pts  |
| 2003  | Demi-Finale    | Evig Kärlek                | Luleå        | Nanne Grönvall     | Nanne Grönvall & Peter Grönvall                       | 7e       | -       |
| 2005  | Demi-Finale    | Håll om mig                | Växjö        | Nanne Grönvall     | Ingela Forsman & Nanne Grönvall                       | 1e       | -       |
| 2005  | Finale         | Håll om mig                | Stockholm    | Nanne Grönvall     | Ingela Forsman & Nanne Grönvall                       | 2e       | 209 pts |
| 2007  | Demi-finale    | Jag måste kyssa dig        | Örnsköldsvik | Nanne Grönvall     | Peter Grönvall & Nanne Grönvall                       | 3e       | -       |
| 2007  | Seconde chance | Jag måste kyssa dig        | Nyköping     | Nanne Grönvall     | Peter Grönvall & Nanne Grönvall                       | 1er tour |         |